# Liste der Bodendenkmäler in Laufach
Auf dieser Seite sind die Bodendenkmäler in der unterfränkischen Gemeinde Laufach zusammengestellt. Diese Tabelle ist eine Teilliste der Liste der Bodendenkmäler in Bayern. Grundlage ist die Bayerische Denkmalliste, die auf Basis des Bayerischen Denkmalschutzgesetzes vom 1. Oktober 1973 erstmals erstellt wurde und seither durch das Bayerische Landesamt für Denkmalpflege geführt wird. Die folgenden Angaben ersetzen nicht die rechtsverbindliche Auskunft der Denkmalschutzbehörde.

## Bodendenkmäler der Gemeinde

### Bodendenkmäler in der Gemarkung Hain i.Spessart
| Lage                       | Objekt | Akten-Nr.     | Bild |
| -------------------------- | --- | ------------- | ---- |
| Hain i.Spessart (Standort) | Archäologische Befunde im Bereich des spätneuzeitlichen Jagdschlosses in Hain i.Spessart mit frühneuzeitlichem Vorgängerbau. Siehe auch: Hain im Spessart | D-6-5921-0133 |      |
| Hain i.Spessart (Standort) | Archäologische Befunde im Bereich des frühneuzeitlichen Vorgängerbaus der Katholischen Kirche St. Johannes der Täufer von Hain i.Spessart.                | D-6-5921-0134 |      |

### Bodendenkmäler in der Gemarkung Laufach
| Lage               | Objekt | Akten-Nr.     | Bild |
| ------------------ | --- | ------------- | ---- |
| Laufach (Standort) | Neuzeitliches Pingenfeld. | D-6-5921-0052 |      |
| Laufach (Standort) | Bergbauareal der frühen Neuzeit. | D-6-5921-0053 |      |
| Laufach (Standort) | Spätmittelalterliche bis frühneuzeitliche Hofwüstung Büschling. Siehe auch: Mittelalter, Wüstung                                                   | D-6-5921-0089 |      |
| Laufach (Standort) | Spätmittelalterliche bis frühneuzeitliche Glashütte. Siehe auch: Glashütte                                                                         | D-6-5921-0090 |      |
| Laufach (Standort) | Archäologische Befunde im Bereich der mittelalterlich-frühneuzeitlichen und spätneuzeitlichen Vorgängerbauten der Thomas Morus Kirche von Laufach. | D-6-5921-0130 |      |

### Bodendenkmäler in der Gemarkung Sailaufer Forst
| Lage                       | Objekt                                              | Akten-Nr.     | Bild |
| -------------------------- | --------------------------------------------------- | ------------- | ---- |
| Sailaufer Forst (Standort) | Neuzeitliches Pingenfeld Siehe auch: Neuzeit, Pinge | D-6-5921-0048 |      |